# 198110 Гетроудс
198110 Гетроудс (198110 Heathrhoades) — астероїд головного поясу, відкритий 17 вересня 2004 року.
Тіссеранів параметр щодо Юпітера — 3,396.